# ハルモディオスとアリストゲイトン

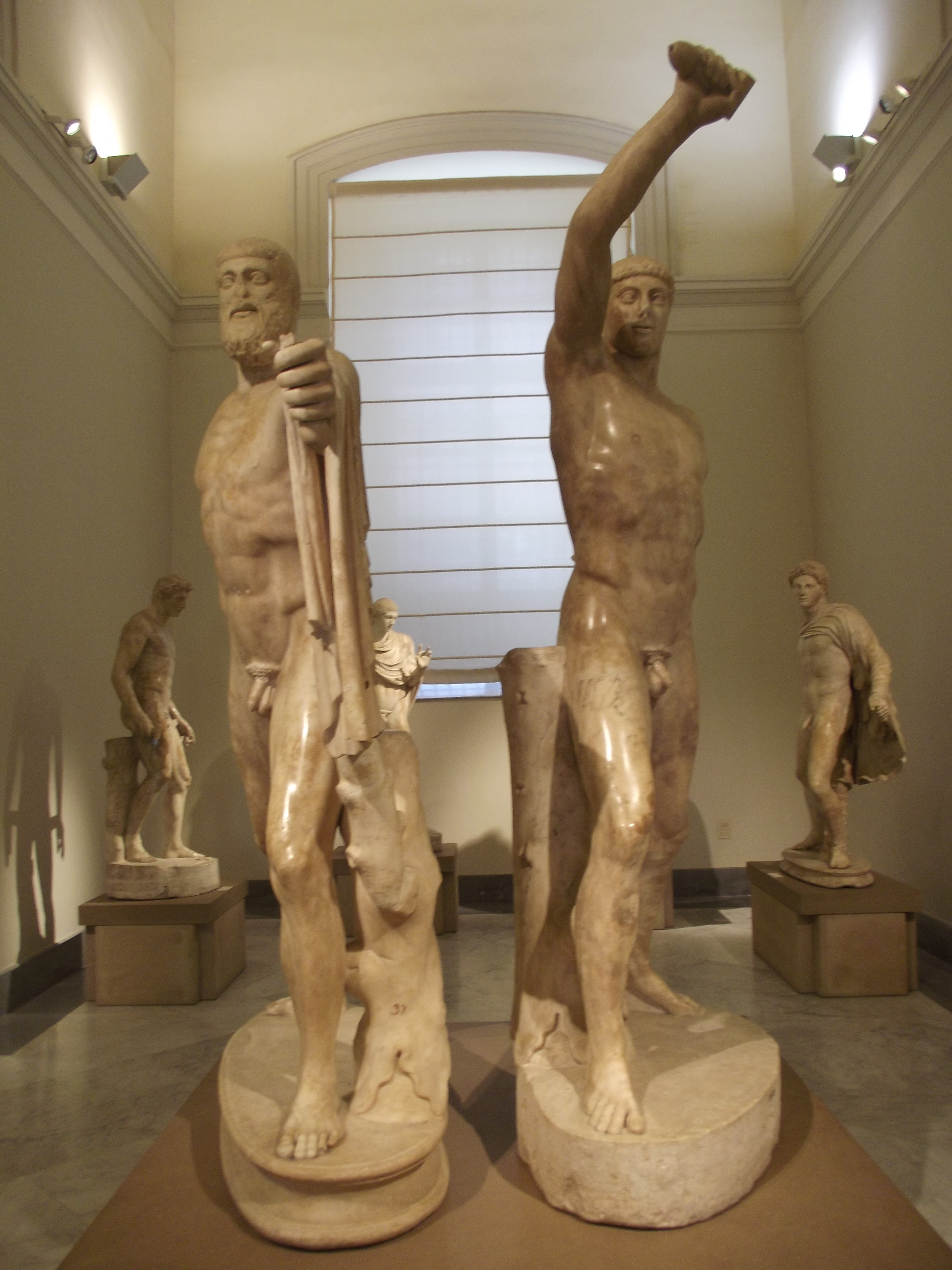
ハルモディオスとアリストゲイトン像のローマンコピー

ハルモディオス（古希: Ἁρμόδιος, Harmódios）とアリストゲイトン（アリストゲイトーン，古希: Ἀριστογείτων, Aristogeíton）は、古代ギリシアのアテナイにおける同性愛の恋人同士。当時のアテナイ僭主であったヒッパルコスを暗殺したことで、僭主殺しの英雄（τυραννόκτονοι, tyrannóktonoi）として崇拝されるようになった。ハルモディオスは暗殺時の動乱で刺殺され、アリストゲイトンはヒッパルコスの兄弟であったヒッピアスによって捕らえられ、拷問の末に殺された（ともに紀元前514年）。その後、ヒッピアスは弟の死に憤慨し、「黄金時代」とまで比喩された父ペイシストラトスの政策とは方針を異にして圧政を敷いた。これにより、アテナイ市民は僭主への憎悪を募らせることとなり、アルクメオン家のクレイステネスとスパルタのクレオメネス1世による僭主制打倒の原因を作ったことから、彼らは民主制の象徴ともされている。

## 背景
彼らはアリストテレスの『アテナイ人の国制』やトュキュディデスの『戦史』で詳しく語られている。当時、ペイシストラトスの息子たちであったヒッピアスとヒッパルコスは、2人でアテナイ僭主の地位を継いでいた。ヒッパルコスは、兄のヒッピアスとは違い、非常に好色で遊び好きな性格であった。ヒッパルコス（アリストテレスによれば、ヒッパルコスの弟テッタロス）はアリストゲイトンの少年愛の愛人であったハルモディオスに恋し、自らの愛を受け入れてくれないハルモディオスに対して露骨な嫌がらせを実行した。ハルモディオスの妹がパンアテナイア祭の行列の先頭で籠を持って行進するという名誉ある役目から外されたのである。これに激怒したハルモディオスとアリストゲイトンはヒッピアスとヒッパルコスの暗殺を遂行した。

## 僭主暗殺
パンアテナイア祭当日、ヒッピアスは行列をアクロポリスで迎える役、ヒッパルコスはケラメイコス区で行列を送り出す役であった。当初ヒッピアスを真っ先に殺すことを計画していたが、仲間の一人がヒッピアスと仲睦まじく会話しているのを見た彼らは、暗殺計画が露呈したと勘違いし、捕らえられる前に急いでアクロポリスを降り、下で行列整理の任に当たっていたヒッパルコスを殺してしまった。その動乱の最中にハルモディオスは槍で突き殺され、アリストゲイトンは捕らえられた。
暗殺の協力者を焙り出すために、アリストゲイトンは拷問にかけられた。だが彼は決して口を割らず、むしろヒッピアスと親しい人々の名前を出すことで、調査を撹乱させた。手荒い拷問の末、アリストゲイトンは情報提供を約束すると、ヒッピアスに信用の証として握手を要求した。ヒッピアスは仕方なく右手を差し出すと、アリストゲイトンはその手を執りながら「自らの弟を殺した者に、本当に手を差し出すとは」と彼を非難した。これに激怒したヒッピアスは剣でアリストゲイトンを刺し殺してしまった。

## その後
弟を失ったヒッピアスは怒りで善政を忘れ、復讐のために多くを殺すようになり、それは恐怖政治の始まりを意味した。その後4年間圧政を敷いたが、遂にスパルタ王クレオメネス1世がアテナイへと介入し、僭主制打倒に動き出した。デルポイの神託によって、僭主を打倒することを命じられたからであるが、この神託はクレイステネスがピュティアの巫女を買収して作り上げたものであった。（アルクマイオン家は、デルポイのアポロン神殿が火事で焼失した際、契約以上の出来栄えで神殿を建て替えるなど、資金が豊富であった）
スパルタは最初、アンキモロスに指揮を任せてアテナイを攻めたが、テッサリア騎兵の援軍によって敗走した。これに激怒したクレオメネス1世は、自ら陣頭指揮を執り、アテナイへ攻め込んだ。スパルタ軍はテッサリア騎兵を打ち破り、僭主軍をアクロポリスの城塞へと封じ込めた。ヒッピアスは脱出を試みたが失敗し、結局、安全の保証を条件にアクロポリスから退去することになった。こうして僭主制は崩壊した。こうしてハルモディオスとアリストゲイトンは僭主殺しの英雄となり、アゴラには彼らの彫刻群像が記念に建立された。